# Batterie de Merville
 (août 2023).
Si vous disposez d'ouvrages ou d'articles de référence ou si vous connaissez des sites web de qualité traitant du thème abordé ici, merci de compléter l'article en donnant les références utiles à sa vérifiabilité et en les liant à la section « Notes et références ».

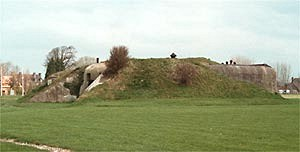
Casemate de Merville.

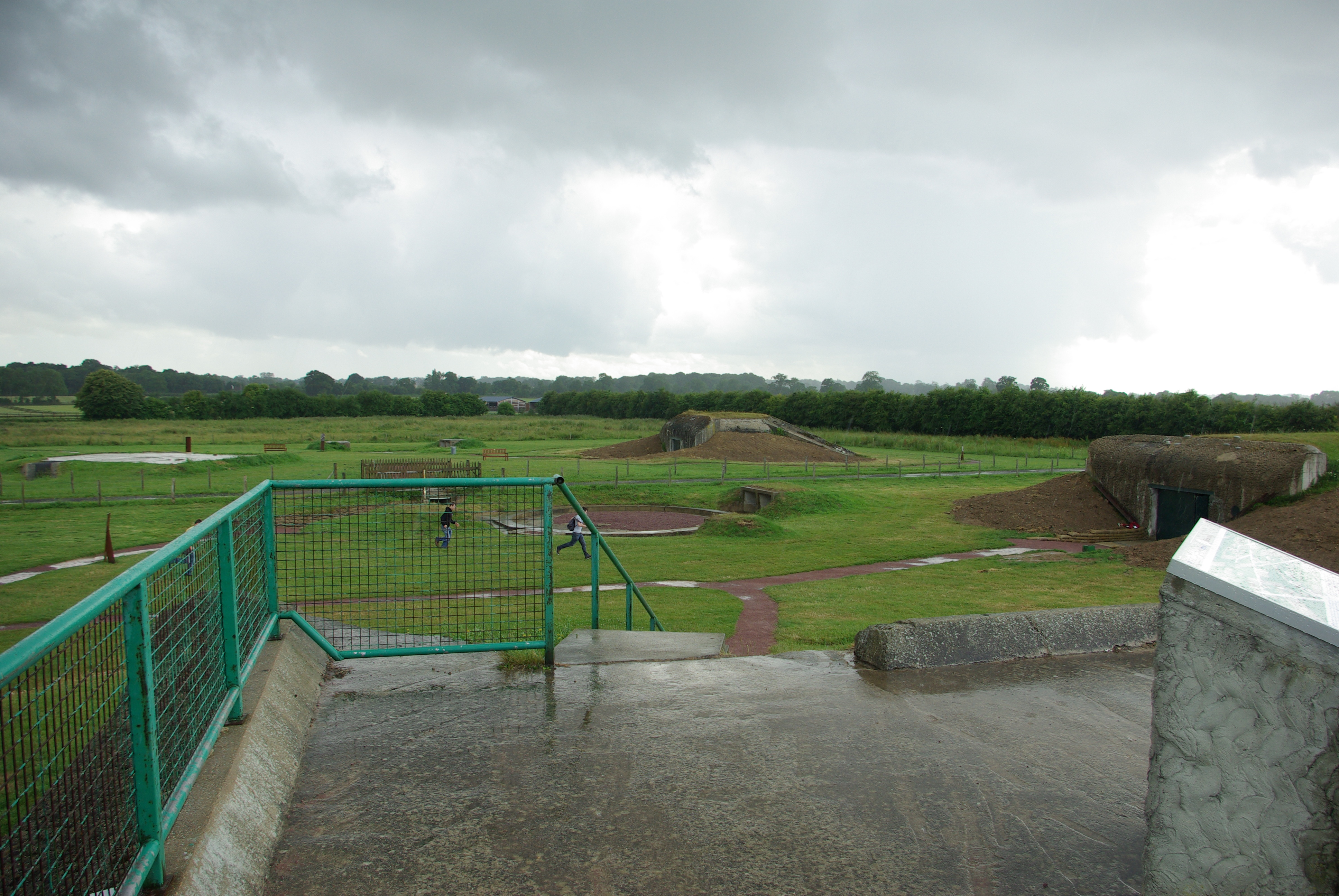
Vue du site de la batterie de Merville prise depuis le toit de la casemate no 2. On peut voir de droite à gauche : les casemates no 3 et no 4, les emplacements extérieurs du canon no 3 et derrière du canon no 4, et le toit de la soute à munition.

La batterie de Merville est l'une des batteries côtières du mur de l'Atlantique, construite par l'armée allemande pendant la Seconde Guerre mondiale. Située sur la commune de Merville dans le Calvados, à 2 km de la mer et orientée vers la baie de l'Orne, elle fut désignée par le haut commandement allié comme l'un des objectifs prioritaires et vitaux du débarquement de Normandie : dans la nuit du 5 au 6 juin 1944, elle sera l'objet d'un inimaginable assaut, et sa prise par 150 hommes du 9e bataillon des parachutistes britanniques (6e division aéroportée) est l'un des exploits du jour J.

## Description
La batterie de Merville était l'une des batteries côtières de tir longue portée disposées le long du littoral normand, plus ou moins en retrait de celui-ci. La batterie était constituée de quatre grosses casemates prévues pour abriter des canons longue portée de 150 mm (il s’avèrera qu'elles n'abritaient que des canons Škoda datant de la Première Guerre mondiale et d'un calibre de 100 mm). Batterie d'artillerie hippomobile au début 1941, elle doit se protéger des attaques aériennes à compter du printemps 1942. L'organisation Todt, chargée de l'édification du mur de l'Atlantique, planifie la construction des casemates d'août 1942 (pour les casemates 1 et 2) à mai 1944 (pour les casemates 3 et 4). Bien dissimulées du repérage aérien, celles-ci étaient prolongées par deux ailes en béton pour protéger l'embrasure des bombardements. Dans le même temps, furent construits soutes à munitions, abris, chambrée et poste de commandement avec périscope . L'ensemble était protégé par deux ceintures de barbelés hautes de 2 mètres et larges de 4 mètres et par un champ de mines. Il est à noter qu'il s'agissait d'une batterie « aveugle ». Ses cibles potentielles étaient connues sous des noms de code et les angles de visée et quantités de poudre préétablis. Un poste d'observation à Franceville sur le rivage relié à la batterie par téléphone permettait de préciser et de rectifier les tirs.

## Attaque aéroportée
Menaçant le secteur de débarquement de Sword Beach et toujours opérationnelle en dépit de plusieurs raids aériens, il fut décidé de la neutraliser par un bombardement aérien intense suivi d'une opération aéroportée dans la nuit précédant le débarquement. Cette opération fut confiée au lieutenant-colonel Terence Otway, à la tête du 9e bataillon parachutiste de la 6e division aéroportée britannique. Mais le plan complexe élaboré par Otway ne se déroula pas du tout comme prévu.

### Le plan
Un lourd bombardement aérien par une centaine de Lancaster et de Halifax de la Royal Air Force devait intervenir à 0 h 30, quelques heures avant l'opération aéroportée. Les bombardiers devaient essayer de détruire la position ou au moins d'infliger des dégâts considérables à ses défenses, facilitant ainsi l'action des troupes aéroportées. Quatre hommes devaient être parachutés avant ce bombardement non loin de la batterie puis une fois le bombardement effectué s'en approcher et nettoyer discrètement un passage au travers des barbelés et des mines.
À 0 h 50, le gros du 9e bataillon parachutiste toucherait le sol et devait atteindre la batterie vers 4 h. Avec eux, se trouveraient des soldats du 591e escadron parachutiste des Royal Engineers, les troupes du génie britannique, et une pléthore d'équipements dont des dispositifs anti-mines, des torpilles Bangalore contre les barbelés et deux canons de la 4e batterie anti-tank aéroportée, qui seraient utilisés pour détruire les portes blindées d'accès aux casemates.
À 4 h 30, l'escadron no 4 devait faire une attaque de diversion à la porte principale tandis que deux groupes de tireurs d'élite devaient faire feu sur les troupes ennemies occupant les différents emplacements de tir : canons, nids de mitrailleuses et canons antiaériens. Ensuite trois planeurs Horsa transportant le gros de la compagnie A du bataillon et des troupes supplémentaires du génie devaient se poser à l'intérieur même de l'enceinte de la batterie et leurs troupes attaquer chacune des casemates. Au même moment la compagnie C procéderait à l'assaut par les passages nettoyés dans les champs de mines, rapidement suivie par le reste de la compagnie A puis de la compagnie B.
En cas d'échec ou si aucun signal du succès de l'opération aéroportée n'était reçu, le croiseur léger britannique HMS Arethusa croisant au large ouvrirait le feu sur la batterie à 5 h 30 précise.

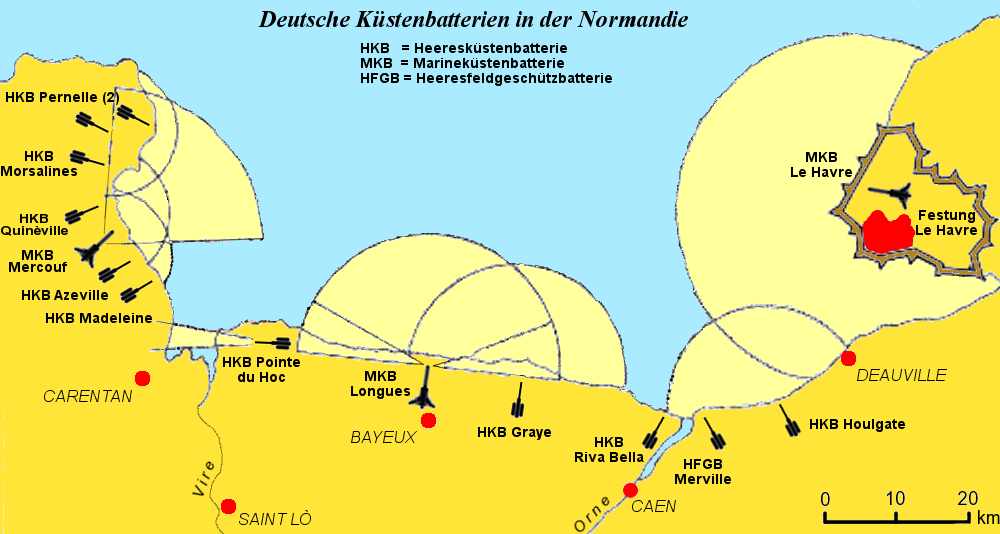
Les batteries côtières allemandes en Normandie avec celle de Merville au nord-est de Caen
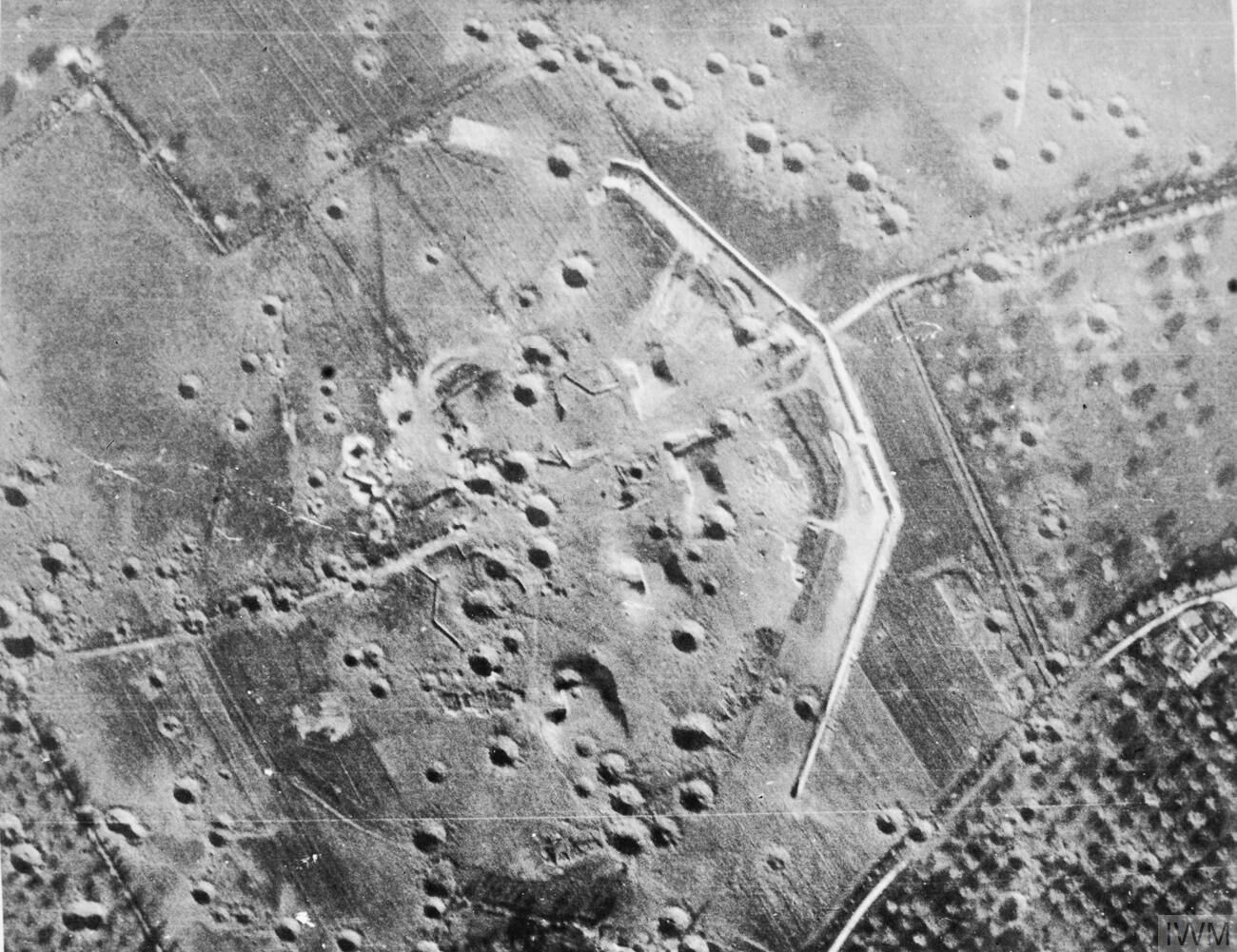
Vue aérienne de la batterie de Merville, composée de quatre casemates, après le bombardement aérien, de mai 1944. Le bombardement n’a pas pénétré dans les casemates.
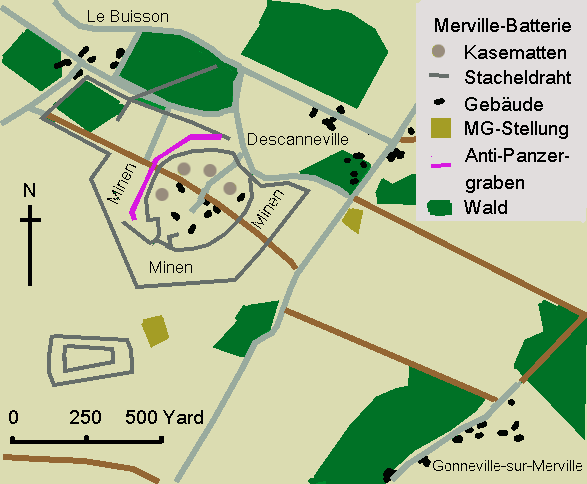
Plan de la batterie de Merville

### L'opération
À cause d'erreurs de navigation (confusion entre le cours de l'Orne et celui de la Dives), d'un ciel bas, du nuage de poussière dégagé par le bombardement intense sur la Batterie et de pathfinders lâchés dans une mauvaise direction et qui furent incapables de marquer la zone de largage, les parachutistes du 9e bataillon se trouvèrent dispersés jusqu'à 16 km de la zone. Le lieutenant-colonel Otway attendit au point de rendez-vous mais vers 2 h 50 seuls 150 des 600 hommes étaient arrivés. Aucun des jeeps, canons anti-chars, mortiers, détecteurs de mines, personnel médical, sapeurs ou personnes responsables de la liaison navale n'était arrivé. Comme l'a dit lui-même Otway, « Nous n'avions presque rien… Si ce n'est un sacré groupe d'hommes ! »
Le temps pressant, en dépit du pessimisme ambiant, Otway se résolut à attaquer avec les troupes dont il disposait. Quand le 9e bataillon arriva sur la batterie, il trouva le groupe de reconnaissance de 4 hommes qui avait, lui, réussi sa mission, ayant étudié les positions allemandes et nettoyé quatre passages à travers le champ de mines. Le bombardement de la RAF avait complètement raté sa cible, les avions lâchant leurs bombes trop au sud, n'avait infligé que peu de dégâts à la batterie et à ses défenses mais avait manqué de tuer le groupe de reconnaissance.
Vers 4 h 30, le bataillon fut réorganisé en 4 groupes d'assaut, menés par le major Parry et comprenant les compagnies A et C, qui allaient opérer en passant par deux des chemins ouverts à travers le champ de mines. Alors qu'ils se regroupaient, ils furent repérés et 6 mitrailleuses allemandes ouvrirent le feu sur le flanc du bataillon. Un petit groupe de parachutistes mené par le sergent Knight engagea alors trois des mitrailleuses près de la porte principale, chargeant leurs servants allemands à la baïonnette et à la grenade, tandis que la seule mitrailleuse disponible, une Vickers, engageait le feu sur l'autre flanc. Knight mena alors son groupe aux abords de la porte principale, improvisant une diversion en attaquant et tirant avec tout ce dont il disposait, ce qui focalisa momentanément l'attention et la riposte des Allemands.
Pendant ce temps, deux des planeurs d'assaut approchaient de la batterie, le troisième avait rompu son attache au-dessus de l'Angleterre. Ils devaient être guidés depuis le sol par des balises Eureka mais aucune d'elles n'ayant pu être récupérée lors du parachutage, les pilotes devraient donc atterrir à vue. Mais la visibilité était réduite par les nuages et la fumée due au bombardement. L'un des planeurs confondit le village de Gonneville, bombardé par la RAF et en feu, à 3 km de leur objectif, avec celui de Merville. À la vue des flammes, le pilote pensa que la cible avait été détruite et atterrit bien au-delà. Le second trouva la batterie mais alors qu'il faisait son approche finale, il fut ciblé et tiré par un canon antiaérien de 20 mm, blessant quatre des hommes à l'intérieur et détournant le planeur de sa course qui alla se poser très brutalement 700 mètres au-delà. Le planeur était à l'état d'épave et plusieurs hommes furent blessés dans l'accident. Cependant ils débarquèrent à temps pour repérer et attaquer par surprise des Allemands qui se dirigeaient vers la batterie.
Alors que les planeurs s'approchaient, Otway donna l'ordre d'attaquer en hurlant « Get in, Get in! », injonction reprise par les parachutistes. Il n'y avait pas de torpilles Bangalore pour ouvrir les barbelés et les premiers hommes se jetèrent dessus et ainsi de suite jusqu'à former des ponts humains sur lesquels les suivants coururent pour pénétrer dans la batterie. Les groupes d'assaut chargèrent. Dans l'obscurité, les passages marqués dans le champ de mines n'étaient pas clairement visibles et certains hommes s'en écartèrent et marchèrent sur des mines. Trois canons allemands firent feu sur les groupes d'assaut mais ils furent engagés par les mitrailleurs du bataillon et les tireurs d'élite. Au milieu du feu ennemi et de l'explosion des mines, les parachutistes tiraient à la mitraillette à la volée et lançaient des grenades sur tous les points fortifiés qu'ils rencontraient tout en chargeant vers les casemates. Au départ prise par surprise, la garnison allemande se reprit rapidement, en premier lieu en tirant des fusées éclairantes dans le ciel pour illuminer la zone, puis en menant un bombardement d'artillerie au-delà de la ceinture de barbelés et même en organisant un tir d'une batterie allemande de Cabourg vers le champ de mines.
Otway ordonna à ses réserves de s'occuper des derniers canons allemands qui tiraient sur les groupes d'assaut, qui commençaient alors à forcer les casemates et engageaient un combat au corps à corps avec leurs défenseurs. Les canons devaient initialement être détruits avec des explosifs spéciaux, mais ceux-ci n'avaient pu être récupérés lors du parachutage. Ils furent donc mis hors d'usage un par un en utilisant les bombes Gammon anti-chars que chaque parachutiste avait avec lui. Le combat commença à diminuer d'intensité au fur et à mesure que la garnison allemande faiblissait et à 5 h 0 il était terminé. Partout à l'intérieur et autour de la batterie se trouvaient allongés des morts et des blessés des deux camps. La garnison allemande comprenait environ 50 hommes mais à la fin du combat, six soldats seulement étaient encore en état de combattre, une trentaine blessés, et le reste morts. Sur les 150 parachutistes britanniques ayant mené l'assaut, 65 furent tués ou blessés.
La destruction des canons, même s'il ne s'agissait que de 100 mm à la menace moindre que les calibres de 150 mm attendus, permit néanmoins de sauver de nombreuses vies sur les plages. L'assaut sur la batterie de Merville, par une petite force aéroportée mal équipée, restera l'un des exploits du jour J et l'un des faits de gloire du régiment parachutiste britannique.
Dans les 48 heures qui suivront, les Allemands seront de retour dans la batterie et deux canons engageront le feu contre les plages. Mais pendant les heures critiques des premières heures du débarquement, la batterie de Merville aura été réduite au silence.

## Après guerre
Dès 1969, l'idée de préserver cette batterie revient à Françoise Gondrée, et à sir Richard Gale, général britannique et ancien commandant de la 6e division aéroportée, fondateur et président de l'Aspeg, Musée de Pegasus Bridge. En 1977, Françoise Gondrée fait racheter les terrains par le Conservatoire du littoral en vue de restaurer la batterie et l'idée d'avoir une antenne de l'Aspeg en Grande-Bretagne, l'Assault Airborne Normandy (AAN). Le général Michael Gray est désigné par l'Aspeg pour assurer la coordination.
La batterie (les quatre casemates et le poste de commandement) est classée au titre des monuments historiques depuis le 25 octobre 2001. Sur près de 5 hectares, ce site-musée est ce qu'il était au matin du 6 juin et accueille chaque année près de 75 000 visiteurs.
Depuis 2008, un Douglas C-47 Skytrain américain, le SNAFU Special, un avion emblématique des troupes aéroportées est exposé sur site.
Le musée est géré à partir de 1990 par l'association franco-britannique de gestion du musée de la batterie de Merville qui compte à parité parmi ses administrateurs des représentants de l'AAN et du conseil municipal ainsi que les membres de l'association. Celle-ci est présidée depuis 1989 par Olivier Paz qui a été distingué comme membre de l'Ordre de l'Empire britannique en 2006. Depuis décembre 2017 l'association a été remplacée par un Groupement d'intérêt public comprenant 7 membres nommés par le conseil municipal de Merville-Franceville-Plage, 4 membres britanniques de l'association Amis de la Batterie de Merville et 2 membres de l'association Merville-Batterie.